# Terrateig
Terrateig ist eine spanische Gemeinde (Municipio) mit 290 Einwohnern (Stand: 2024) in der Valencianischen Gemeinschaft, in der Comarca Vall d’Albaida.

## Lage
Terrateig liegt in einer Höhe von ca. 250 m. Die Provinzhauptstadt Valencia liegt etwa 55 Kilometer in nördlicher Richtung.

## Geschichte
| Jahr      | 1900 | 1930 | 1950 | 1960 | 1970 | 1981 | 1991 | 2001 | 2011 | 2021 |
| --------- | ---- | ---- | ---- | ---- | ---- | ---- | ---- | ---- | ---- | ---- |
| Einwohner | 352  | 349  | 375  | 360  | 345  | 240  | 200  | 210  | 330  | 276  |

## Kultur und Sehenswürdigkeiten
- Johannes-der-Täufer-Kirche (Església de Sant Joan Baptista)
- Vinzenzkapelle

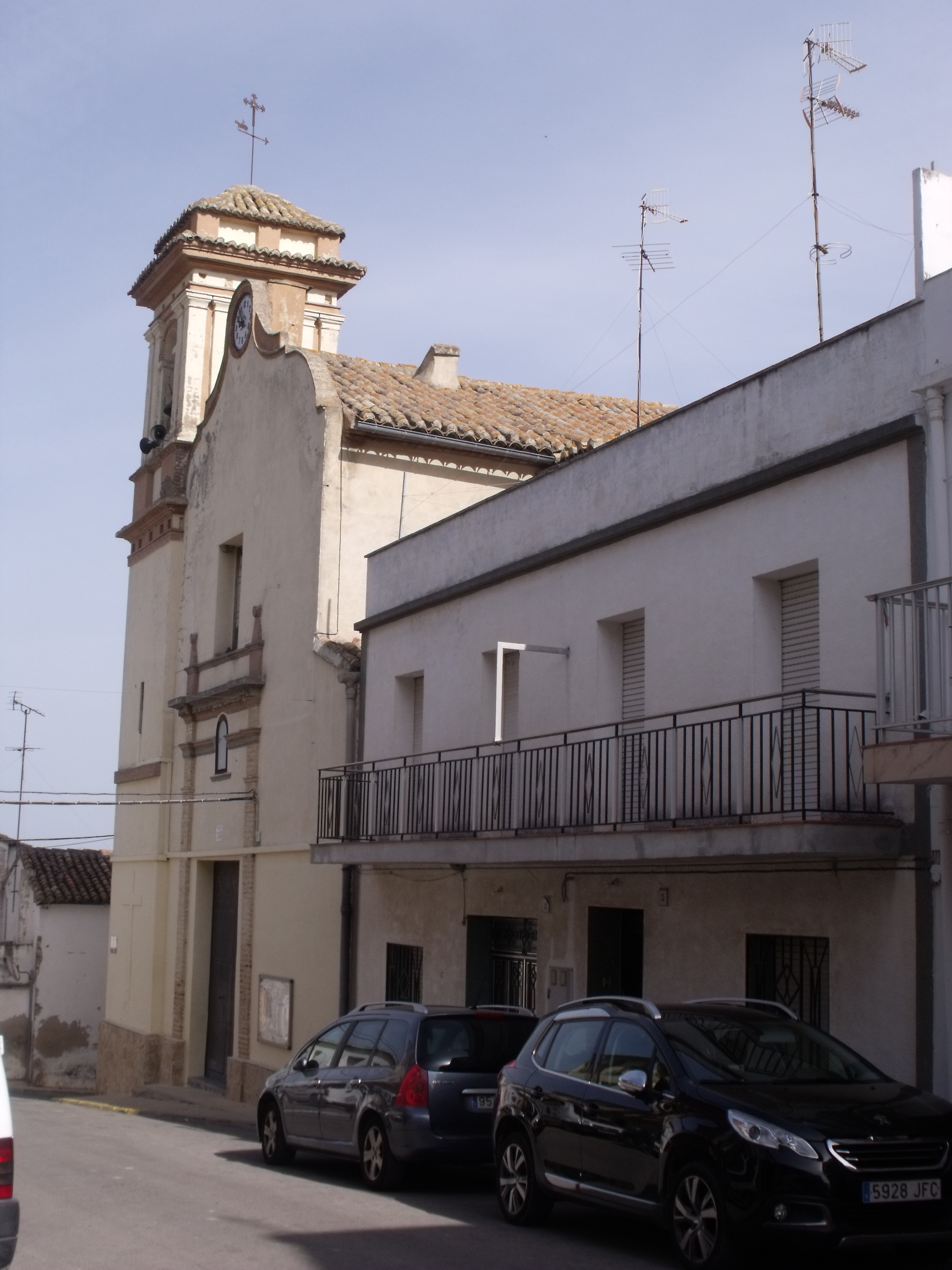
Johannes-der-Täufer-Kirche
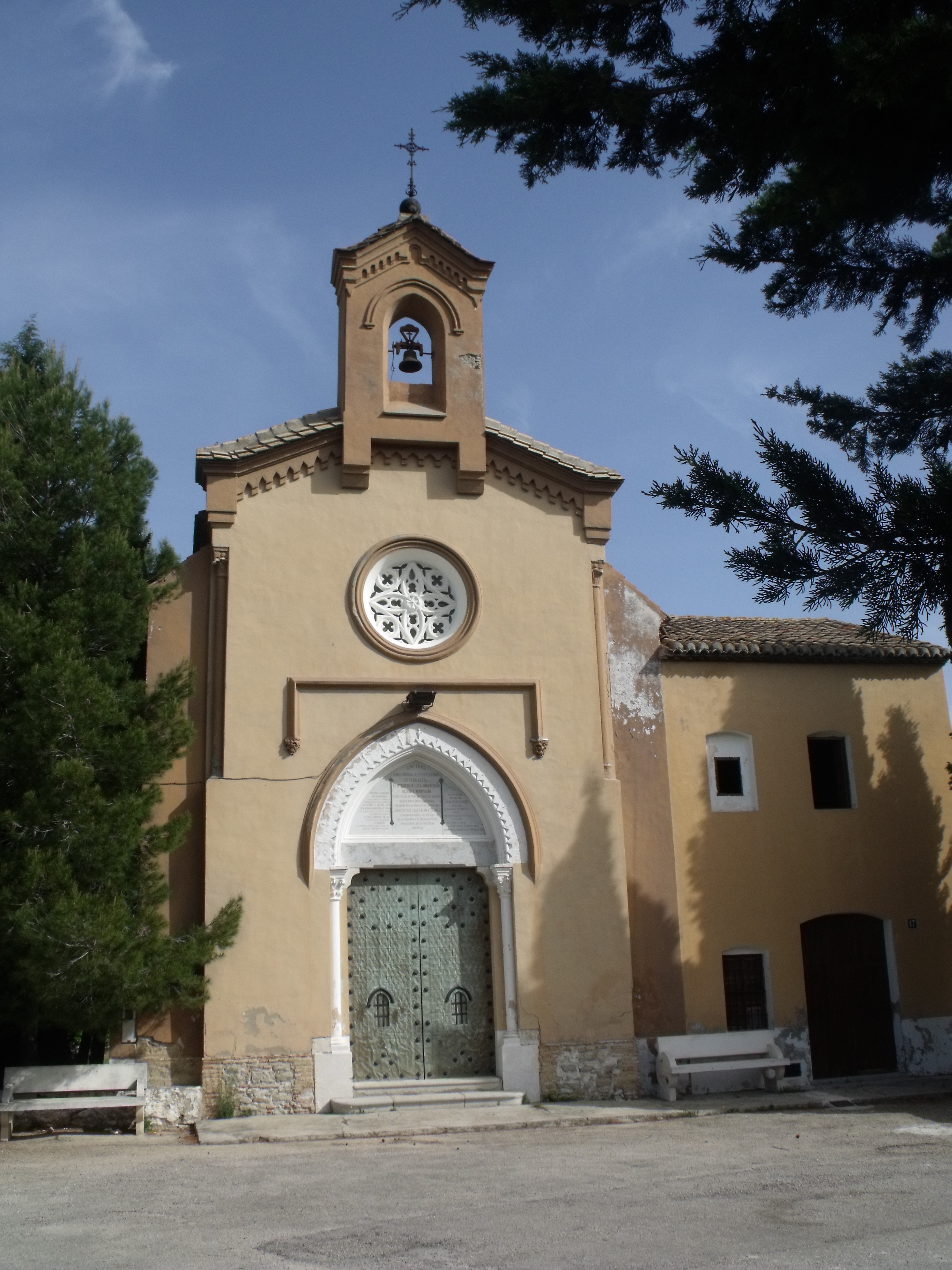
Vinzenzkapelle
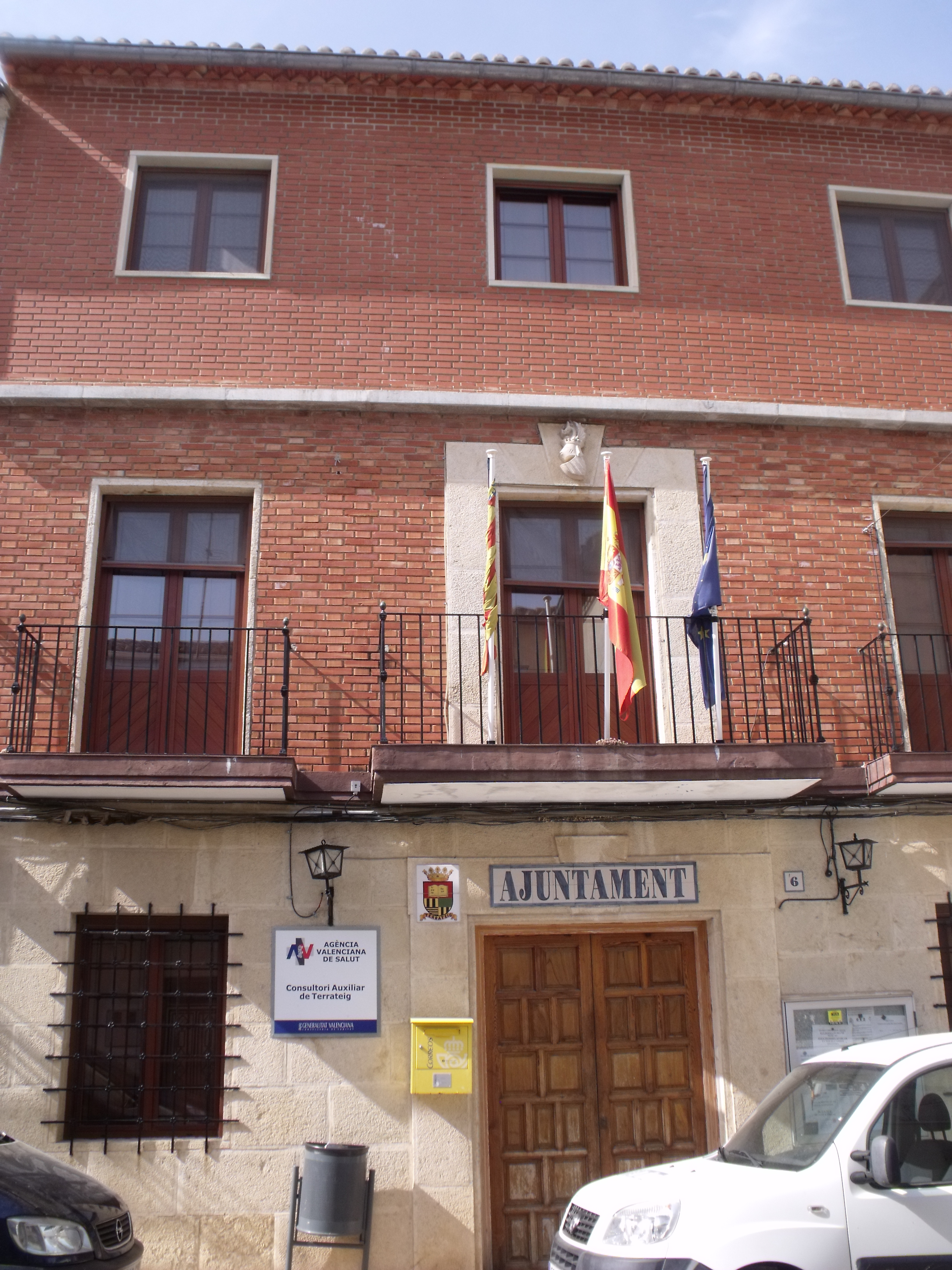
Rathaus